# 高層雲

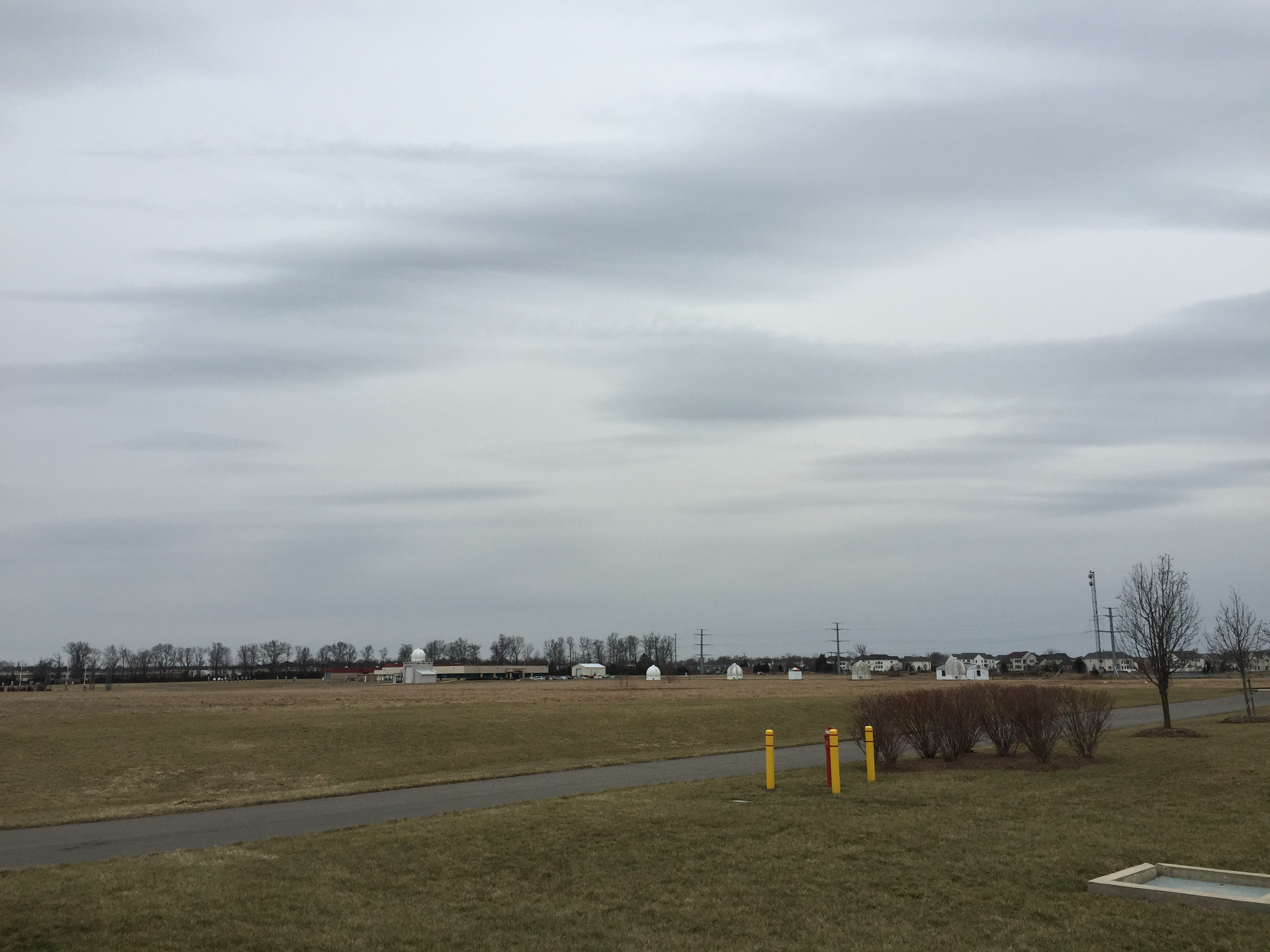
上空を覆う巻層雲に続けて広がってきた高層雲

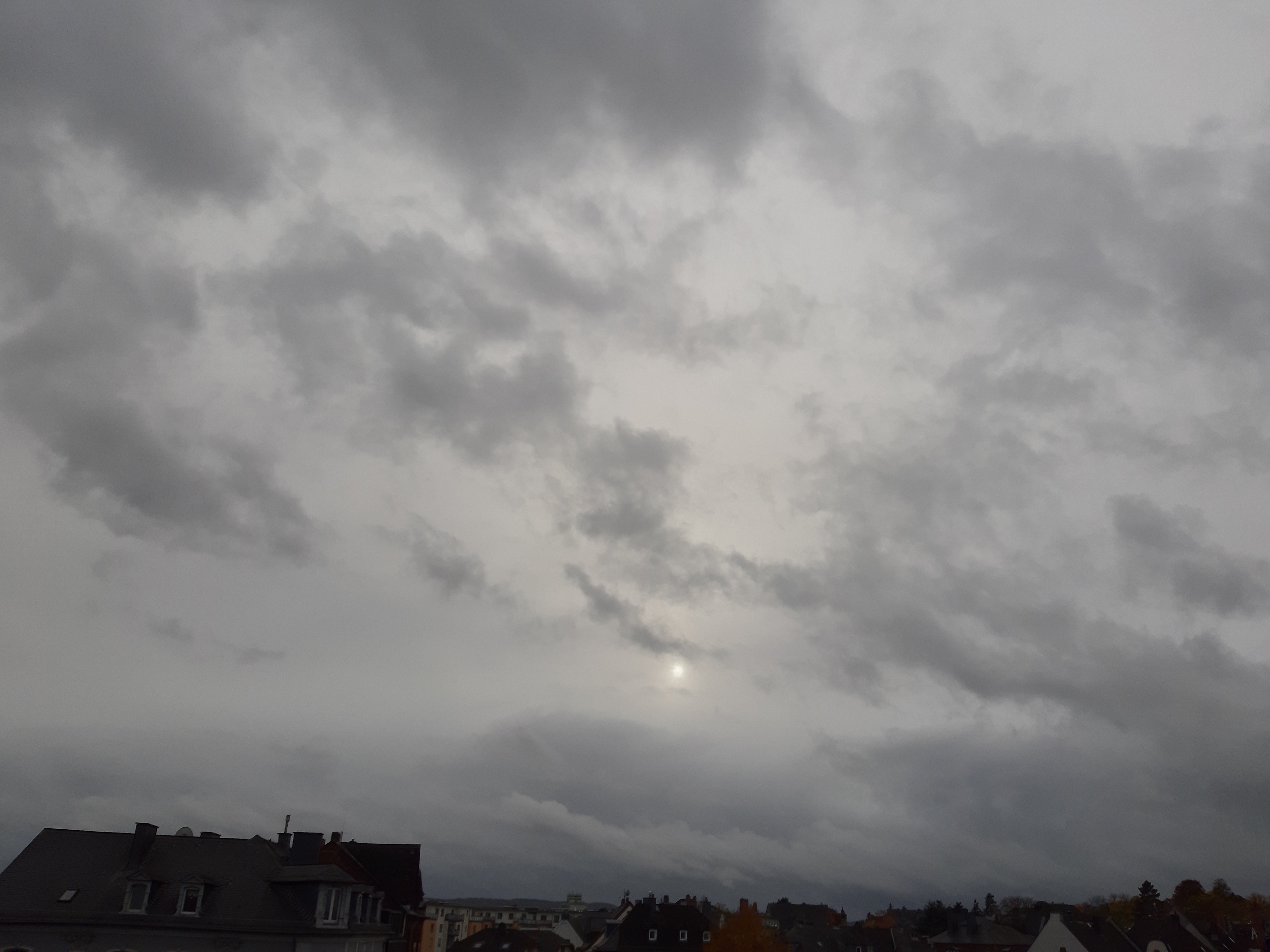
高層雲とちぎれ雲

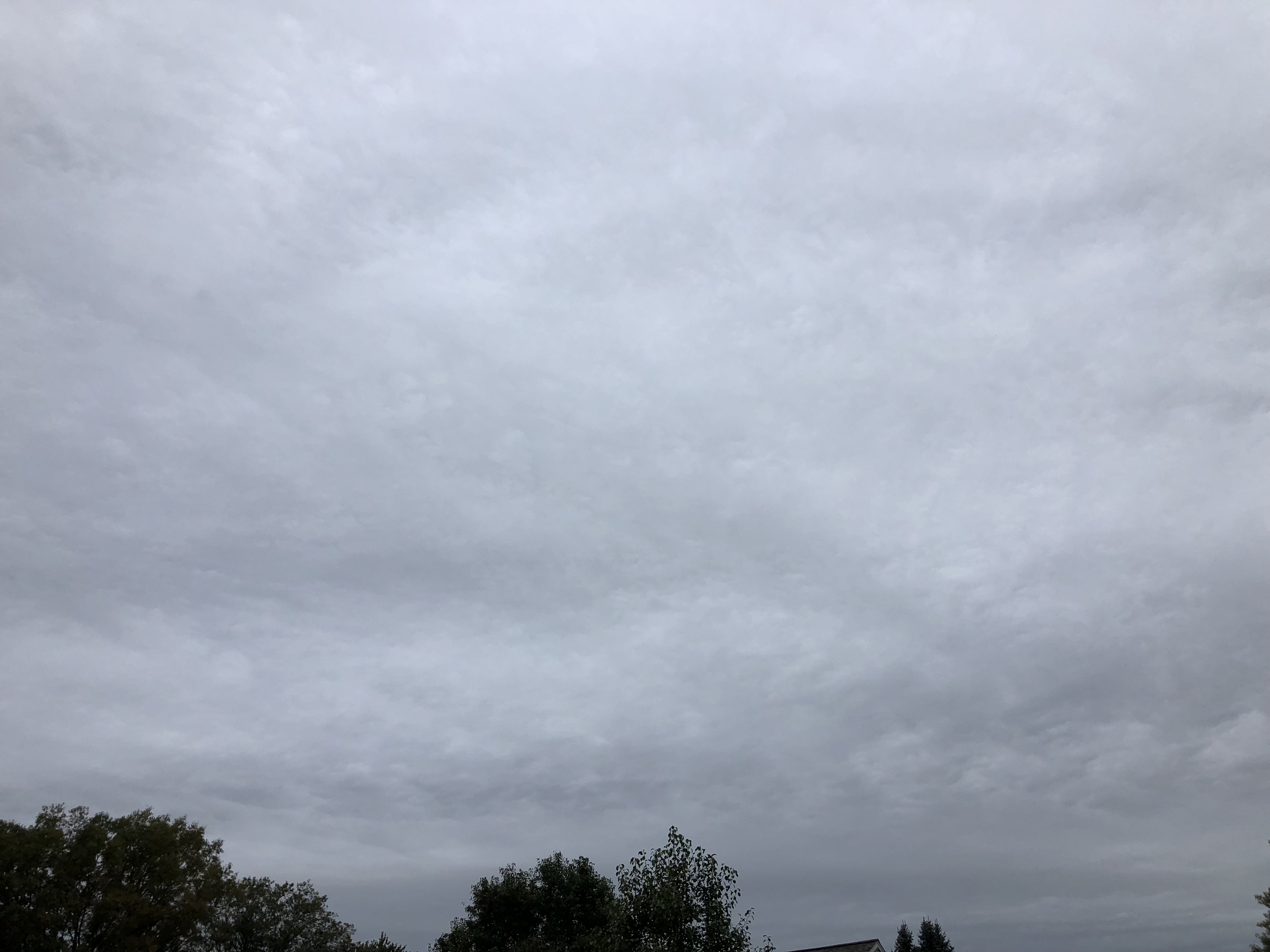
一様だが細かい模様がある高層雲

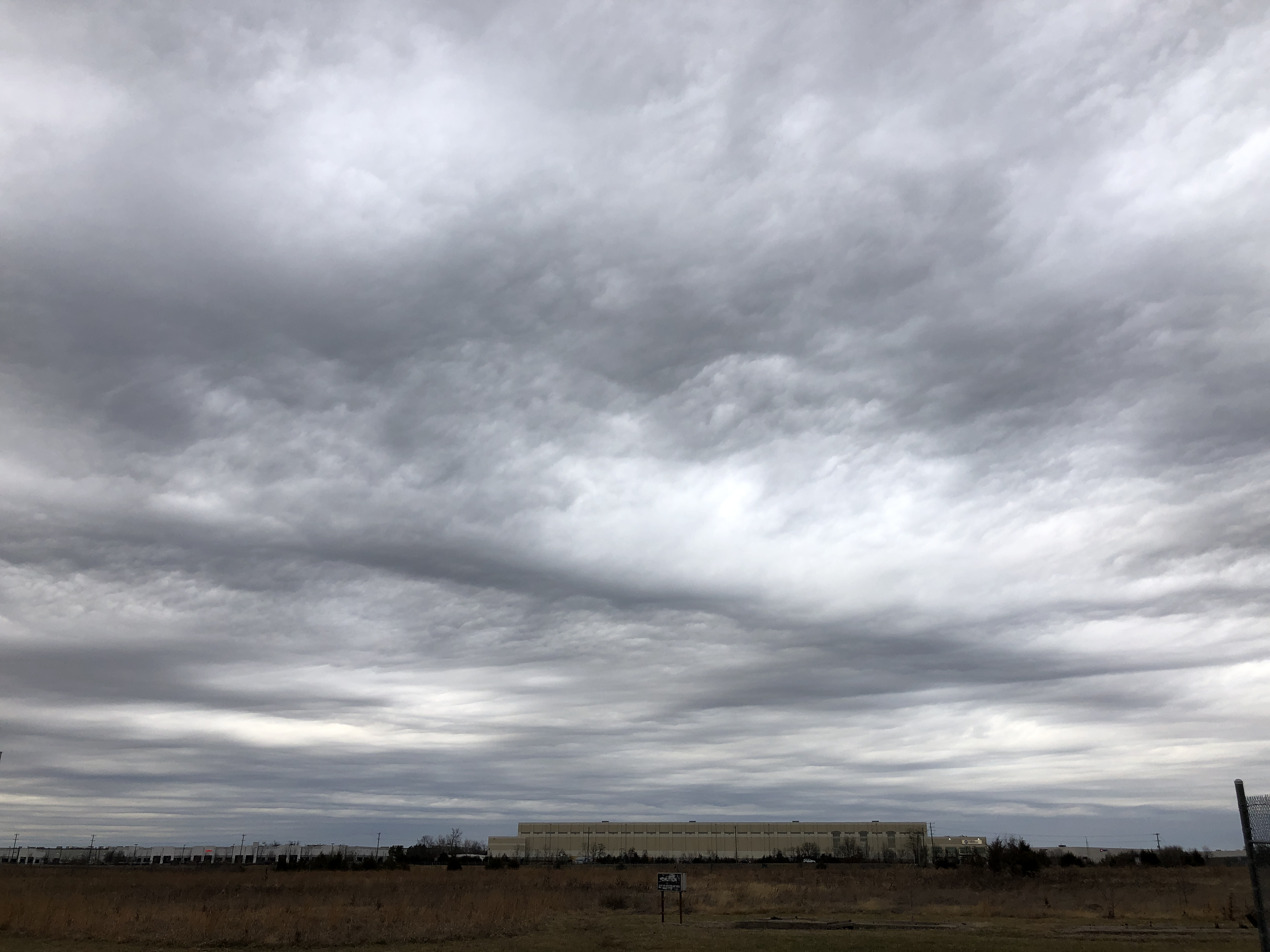
うねりのような模様が見える波状高層雲

高層雲（こうそううん）は雲の一種。灰色のベール状あるいは層状の雲で、空の広範囲を覆うことが多い。どんよりとした曇りの天気によく見られ、雨や雪を降らせることもある。朧雲（おぼろ雲、おぼろぐも）ともいう。

## 名称
高度 2 - 7 km 程度（日本を含む中緯度地域の場合）にできる。基本雲形（十種雲形）の一つで、中層雲に分類される。ラテン語学術名はaltus（アルト、高い）とstratus（ストラタス、層雲）を合成したaltostratus（アルトストラタス）で、略号は As 。

## 形状と出現環境
空全体を一様に覆うことが多く、雲が薄くても太陽はすりガラスを通した感じでぼんやりと霞んで見える程度で、太陽が眩しいほど見える巻層雲との違いである。なお、高層雲が厚みを増すと太陽の輪郭が小さく見える程度になり、更に厚いと見えなくなり、日中でも太陽光による影が見えなくなる。
また、太陽や月などにかかる暈は、巻層雲では生じるが、高層雲では生じない。
このほか、高さの低い高層雲と層雲は、前者は灰色、後者は白色として区別する。
雲の色は灰色から薄墨色、時に青みがかかった色を呈する。
高層雲を構成する雲粒は水滴と氷晶が混在する。典型的には、厚みのある雲の下層は水滴、中層は過冷却水滴や氷晶、上層は氷晶で構成される。ときに、持続して降水がある。
雲の形はあまり明瞭ではないが、筋状、波状の形、縞模様や、繊維のような雲片の細かい変化が見えることもある。
温暖前線や低気圧が近づいている場合、巻雲や巻層雲に続いて出現する雲である。高層雲が次第に厚みを増して灰色が濃くなってくると、雲の下部が形を現し始め、乱層雲へと変わってくる。なお巻層雲のほか、高積雲から変化して高層雲となることがある。本格的な雨や雪は乱層雲が主体だが、先だって高層雲からも雨や雪が降ることがある。
一方、天気が雨から回復する途中にも現れ、空全体を覆っていたものが、次第に切れ間が広がって空が明るくなっていく経過をとる。
平均的に雲の厚さは数百 m で、それが何層か重なっている。一方、水平方向の長さは数百 km に及ぶ。また、古典的には中層雲で高度 2 - 7 km 付近にあるとされていたが、気象衛星の観測などにより、もっと上空までつながっている場合が多いことが判明している。
航空機などが高層雲の中を通った場合、過冷却の水滴が機体に付着して凍る着氷が発生し、運行に障害をもたらすことがある。
雲の厚さによって、太陽や月を透視できるくらいのものを半透明雲、完全に覆い隠してしまうくらい厚いものを不透明雲という。
帯状・ロール状の雲が放射状に並ぶものや房状雲の並びが放射状のものを放射状雲という。2層異なる高度にあって重なって見えるものは二重雲、上空の気流の影響で波紋やうねりのような模様が見えるものは波状雲という。
雨が降っているときや降る前、厚い高層雲の下にちぎれた形で変化の大きい雲片（ちぎれ雲）が現れることがある

## 高層雲と情景
日本では、どんよりとした曇りで暖かい花曇、霞を伴う曇天の朧（おぼろ）、朧に霞んだ月を指す朧月、朧月夜は春に印象される情景で、いずれも春の季語。霞んだ月は白銀色、銀色、金色、黄色などと表現される色をしている。

## 派生する雲形
国際雲図帳2017年版の解説によると、高層雲に現れることがある種・変種・副変種は以下の通り。
- 雲種 - なし
- 雲変種 - 半透明雲、不透明雲、二重雲、波状雲、放射状雲
- 雲副変種（部分的に特徴のある雲） - 尾流雲、降水雲、乳房雲
- 雲副変種（付随して現れる雲） - ちぎれ雲